# Гарриман, Уильям Аверелл
Уи́льям А́верелл Га́рриман (англ. William Averell Harriman; 15 ноября 1891, Нью-Йорк — 26 июля 1986, Йорктаун-Хайтс, штат Нью-Йорк) — американский промышленник, государственный деятель и дипломат.

## Биография
Родился в семье железнодорожного магната Эдварда Генри Гарримана и Мэри Вильямсон Аверелл. Учился в школе "Гротон" в Массачусетсе, а затем в Йельском университете (степень бакалавра), где вступил в закрытое общество «Череп и кости».
В 1909 году вместе с братом получил огромное наследство. В 1911 году братья Гарриманы основали банкирский дом Harriman Brothers & Сo., получивший в 1931 году после объединения с другим крупным нью-йоркским банком наименование "Brown Brothers Harriman & Co".
В 1918 — 1927 годах — председатель Совета директоров «Union Pacific Railroad».
В 1925 — 1928 годах был одним из владельцев марганцевой концессии в Грузинской ССР.
Политическую деятельность Гарриман начал в 1920-х годах в Республиканской партии, но в 1928 году перешёл в Демократическую партию. Длительное время был советником президента США Рузвельта по финансовым и промышленным делам. В 1937—1939 годах — председатель Совещательного комитета предпринимателей при Департаменте коммерции США.
В марте 1941 года в Лондоне участвовал в переговорах по ленд-лизу.
В сентябре 1941 года в ранге посла возглавлял делегацию США на Московском совещании СССР, США и Британской империи.
В 1941 — 1943 годах — специальный представитель президента США в Великобритании и СССР. Отвечал за межсоюзническое взаимодействие по Ленд-лизу. В 1943—1946 годах — посол США в СССР, в течение этого периода часто встречался со Сталиным.
Участвовал в работе Тегеранской, Ялтинской и Потсдамской конференций. 6 апреля 1945 года Гарриман написал Рузвельту под впечатлением результатов Ялтинской конференции, что одним из основных направлений советской внешней политики является проникновение в другие страны путем подрыва демократических процессов с помощью местных компартий и воспользовавшись экономическими трудностями этих стран: «Следует отдавать себе ясный отчет в том, что советская программа заключается в установлении тоталитаризма, ликвидации личных свобод и демократии, как мы их видим и уважаем».
В августе 1945 года делегация советских пионеров подарила Гарриману — в знак дружбы с союзником СССР во Второй мировой войне — вырезанный из дерева государственный герб США, в который было вмонтировано т. н. пассивное подслушивающее устройство. Этот подарок был помещен в посольский кабинет Гарримана и провисел там до 1952 года (когда послом уже был Д. Ф. Кеннан), пока его радиотрансляция не была совершенно случайно перехвачена радиооператором английского посольства.
В 1946 году посол США в Великобритании. В 1946—1948 годах министр торговли США. Известный советский дипломат О. А. Трояновский вспоминал, что в 1947 году Сталин заметил о Гарримане, что
«этот человек несёт свою долю ответственности за ухудшение наших отношений после смерти Рузвельта».
В 1948 — 1950 годах — координатор плана Маршалла.
В 1950 — 1951 годах — специальный помощник президента Г. Трумэна по внешнеполитическим вопросам, посредник между Ираном и Британской империей по вопросу национализации Англо-иранской нефтяной компании (впоследствии British Petroleum).
В 1954 — 1958 годах — губернатор штата Нью-Йорк.
В 1961 и в 1965 — 1969 годах — посол по особым поручениям, в 1963 — 1965 годах — заместитель государственного секретаря США по дальневосточным делам.
С мая 1968 по январь 1969 года возглавлял делегацию США на мирных переговорах с представителями Северного Вьетнама в Париже.

## Семья
- Первая жена — Китти Ланье Лоуренс (? - 1936), женился на ней в 1915 году, и в 1929 году развёлся[8].
  - Дочь — Мэри Аверелл (Mary Averell Harriman, 1917 — 1996), замужем за Др. Ширлей С. Фиском[9]
  - Дочь — Катлин (Kathleen Harriman, 1917 — 2011), присоединилась к отцу в Москве, выучила русский, участвовала в Ялтинской конференции[8], замужем за Стенли Грефтоном Мортимером Мл. (1913 — 1999),[10] который был до этого женат на светской львице Бебэ Палей (1915 — 1978)[11]
- Вторая жена — Мэри Нортон Уитни (1903 — 1970), которая оставила своего мужа Корнелиуса Вандербильда Уитни, чтобы выйти замуж за Гарримана в 1930 году.
- Третья жена (с 1971 года) — Памела Берил Дигби Черчилль Хэйвард (1920 — 1997), бывшая жена сына Уинстона Черчилля — Рэндольфа, и вдова бродвейского продюсера Лиланда Хэйварда.

## Память
В 1982 году "Русский институт" при Колумбийском университете был переименован в "Институт Гарримана" (в 1982 — 1992: "W. Averell Harriman Institute for the Advanced Study of the Soviet Union", с 1992 "Harriman Institute").

## Книги
- Harriman W. A. America and Russia in a changing world: A half century of personal observation. — 1971.
- Harriman W. A. Public papers of Averell Harriman, fifty-second governor of the state of New York, 1955—1959. — 1960.
- Harriman W. A., Abel E. Special Envoy to Churchill and Stalin, 1941—1946. — 1975. — 595 p.